# Carolina de Baden
Carolina de Baden (Karoline von Baden) (Karlsruhe, 13 de juliol de 1776 - Múnic, 13 de novembre 1841) va ser una princesa de Baden i per casament amb Maximilià I, reina consort de Baviera. Era filla del príncep hereu Carles Lluís de Baden i d'Amàlia de Hessen-Darmstadt.

## Matrimoni i fills
Es va casar el 9 de març de 1797 a Karlsruhe amb el duc de Zweibrücken Maximilià (que dos anys més tard seria príncep elector de Baviera i del Palatinat i a partir de 1806 rei de Baviera), fill del comte Frederic Miquel del Palatinat-Zweibrücken i de la comtessa Maria Francesca del Palatinat-Sulzbach. Va tenir diversos fills:
- Maximilià Josep Carles Frederic (1800–1803)
- Elisabet (1801–1873). Casada amb el rei Frederic Guillem IV de Prússia
- Amàlia Augusta (1801–1877). Casada amb el rei Joan I de Saxònia
- Maria Anna (1805–1877). Casada amb el rei Frederic August II de Saxònia
- Sofia Frederica (1805–1872). Casada amb l'arxiduc Francesc Carles d'Àustria
- Lluïsa Guillemina (1808–1892). Casada amb el duc Maximilià Josep de Baviera
- Maximiliana Josepa Carolina (1810–1821).